# Повчанська сільська територіальна громада
Повчанська сільська територіальна громада — територіальна громада в Україні у Дубенському районі Рівненської області. Адміністративний центр — село Повча.
Площа громади — 63,57 км², населення — 1916 мешканців (2018).
Утворена 22 грудня 2017 року шляхом об'єднання Повчанської сільської ради Дубенського району та Миколаївської сільської ради Млинівського району. В 2020 до громади приєдналася Мильчанська сільська рада.
19 липня 2020 року, в результаті адміністративно-територіальної реформи та ліквідації Млинівського району, громада увійшла до складу Дубенського району.
Історія Повчанської громади

## Населені пункти
До складу громади входять 9 сіл: Будераж, Буди, Гнатівка, Миколаївка, Мильча, Пирятин, Підбрусинь, Повча, Яблунівка.